# حسین رزق
حسین رزق (زاده ۱ ژانویه ۱۹۹۷)، بازیکن فوتبال لبنانی است که در نقش هافبک برای شباب الساحل در لیگ برتر لبنان توپ می‌زند. وی یک بازی ملی برای لبنان انجام داده‌است.

## دوران ملی
رزق نخستین بازی خود برای تیم ملی لبنان را در ۱۵ اکتبر ۲۰۱۹، به عنوان یار تعویضی، انجام داد تا در پیروزی ۳–۰ خارج از خانه برابر سریلانکا در مقدماتی جام جهانی ۲۰۲۲ سهیم باشد.

## افتخارات و دستاوردها

### باشگاه
شباب الساحل
- جام برگزیده لبنان: ۲۰۱۹